# Willy Werkel

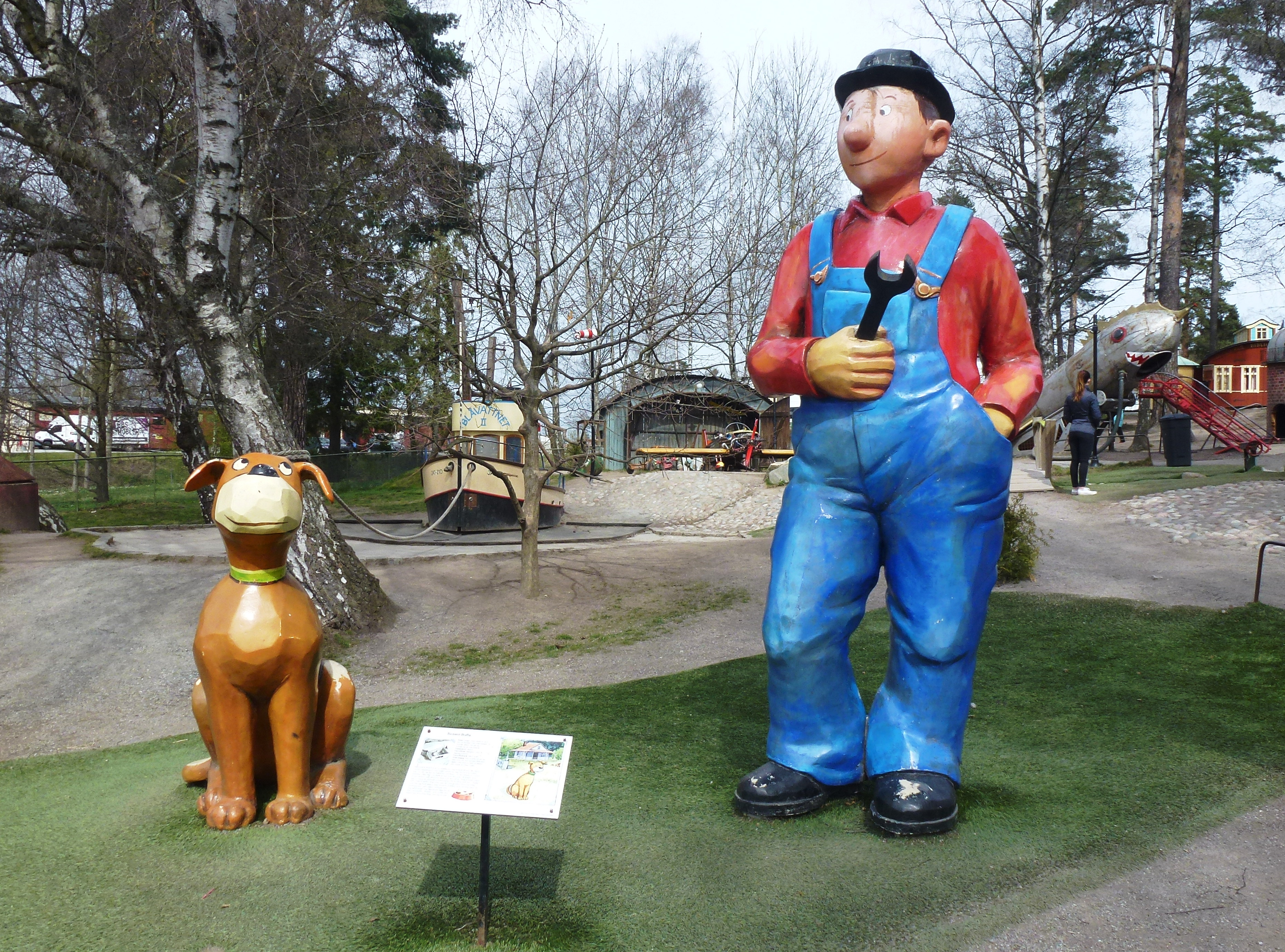
Willy Werkel und sein Hund Buffa auf einem schwedischen Kinderspielplatz.

Willy Werkel ist eine vom schwedischen Kinderbuchautor George Johansson erfundene Figur, die in mehreren Kinderbuchreihen Johanssons als Hauptperson fungiert. Illustriert werden die Bücher von Jens Ahlbom, Angelika Kutsch übersetzte einige Bücher ins Deutsche. Diese sind ab 1994 im Carlsen Verlag erschienen.
Die Hauptfigur Willy Werkel heißt in der schwedischen Originalausgabe der Bücher Mulle Meck. Übersetzungen erschienen auch in verschiedenen anderen Ländern, beispielsweise in Finnland (Masa Mainio), Estland (Meistri-Märten) Norwegen (Martin Mekk), Dänemark (Mik Mekanik), den Niederlanden (Miel Monteur), England (Freddy Fixer) und den Vereinigten Staaten (Gary Gadget). Zu den Büchern gibt es auch mehrere Filme sowie eine Computerspielreihe, deren erste Folge 1997 veröffentlicht wurde.

## Bücher
Die Figur Willy Werkel wurde von Johansson 1993 mit dem Buch Mulle Meck bygger en bil eingeführt. Seitdem sind über 30 Bücher mit Willy Werkel erschienen.

## Filme
Auf Basis der Bücher Mulle Meck bygger en bil, Mulle Meck bygger en båt, Mulle Meck bygger ett flygplan und Mulle Meck bygger ett hus wurden vier Zeichentrickfilme produziert, die 2003 in Schweden als DVD mit dem Titel Filmen om hur Mulle Meck bygger und 2004 unter dem englischen Titel Freddy Fixer Builds veröffentlicht wurden. 2008 wurde eine weitere DVD veröffentlicht, die den Titel Fulle Fart med Mulle Meck trägt.

## Computerspiele
Die fünf Willy-Werkel-Computerspiele wurden in Zusammenarbeit mit George Johansson und Jens Ahlbom entwickelt und erschienen ab 1997 bei der schwedischen Softwarefirma Levande Böcker. Als Sprecher der Hauptfigur wirkte Lennart Jähkel mit. In der deutschen Version von Autos bauen mit Willy Werkel wird Willy Werkel von Peter Lustig gesprochen.
In deutscher Sprache erschienen die Spiele ab 1998 im Terzio Verlag. Außerdem wurden die Spiele teilweise ins Englische, ins Russische und ins Niederländische übersetzt.

### Chronologie
| Nr. | Deutscher Titel                    | Jahr | Schwedischer Titel            | Jahr | Buchvorlage                                                     | Jahr |
| --- | ---------------------------------- | ---- | ----------------------------- | ---- | --------------------------------------------------------------- | ---- |
| 1   | Autos bauen mit Willy Werkel       | 1998 | Bygg bilar med Mulle Meck     | 1997 | Willy Werkel baut ein Auto (Mulle Meck bygger en bil)           | 1993 |
| 2   | Schiffe bauen mit Willy Werkel     | 1999 | Bygg båtar med Mulle Meck     | 1998 | Willy Werkel baut ein Schiff (Mulle Meck bygger en båt)         | 1994 |
| 3   | Flugzeuge bauen mit Willy Werkel   | 2001 | Bygg flygplan med Mulle Meck  | 2000 | Willy Werkel baut ein Flugzeug (Mulle Meck bygger ett flygplan) | 1995 |
| 4   | Häuser bauen mit Willy Werkel      | 2003 | Bygg hus med Mulle Meck       | 2002 | Mulle Meck bygger ett hus                                       | 1997 |
| 5   | Raumschiffe bauen mit Willy Werkel | 2005 | Upptäck rymden med Mulle Meck | 2004 | keine Buchvorlage                                               | -    |

Zum fünften Teil gab es keine Buchvorlage. Zum Spiel wurde aber mit Willy Werkels großes Buch vom Weltall: Planeten, Kometen, Raumschiffe, Galaxien, Schwarze Löcher (Ut i rymden med Mulle Meck) ein thematisch passendes Buch veröffentlicht, das auch als Buch zum Spiel vermarktet wird.

### Plattformen
Alle fünf Teile sind für Windows und – mit Ausnahme des Spiels Willy Werkel – Flugzeuge bauen – auch für Mac OS veröffentlicht worden.
Die beiden ersten Spiele, Autos und Schiffe bauen mit Willy Werkel, wurden 2007 in einer Windows-XP-kompatiblen Version wiederveröffentlicht.

### Inhalt
In den Spielen geht es um einen aus den Kinderbüchern von George Johannson bekannten Mann namens Willy Werkel, der je nach Spiel Autos, Schiffe, Flugzeuge, Häuser oder Raumschiffe baut.

#### Autos bauen mit Willy Werkel
Im ersten Spiel, Autos bauen mit Willy Werkel, baut der Spieler aus alten Maschinenteilen und Krimskrams ein Auto zusammen, mit dem er dann durch Willy Werkels Heimatregion fährt. Beim Erkunden der Spielwelt muss darauf geachtet werden, dass das Benzin nicht ausgeht.
Das Auto muss, um bestimmte Ziele zu erreichen, regelmäßig umgebaut werden. So darf das Auto etwa ein bestimmtes Höchstgewicht nicht überschreiten, wenn eine Holzbrücke passiert werden soll. Oder das Auto muss einen besonders starken Motor haben, um einen steilen Hang hinaufzukommen. Um bei einer Autoausstellung zu gewinnen, müssen andererseits viele optionale Teile und Verzierungen eingebaut werden.
Beim Bau des Autos unterstützt den Spieler die Figur Willy Werkel, der bei Bedarf Ratschläge gibt und die jeweiligen Bauteile erklärt. Weitere Figuren erteilen dem Spieler Aufgaben, die er erfüllen kann. So besteht beispielsweise mehrfach die Möglichkeit, den Hund des Schrotthändlers Fiete Ferrum zurückbringen. Dafür erhält der Spieler einen zusätzlichen Benzinkanister als Belohnung. Bauteile kann er beispielsweise am Straßenrand finden, oder Fiete Ferrum bringt eine Ladung vorbei. Die neuen Teile findet er im Anschluss auf Willy Werkels Schrottplatz.
Wie in der Introsequenz beschrieben möchte Willy Werkel ein Auto bauen, da er wissen möchte, was von seinem Haus aus gesehen am anderen Ende des Weges liegt. Der Spieler hilft ihm schließlich dabei, dorthin zu kommen. Auch nachdem dieses Ziel erreicht ist, ist es möglich, Autos bauen mit Willy Werkel weiterzuspielen und neue Autos zusammenzustellen.

#### Schiffe bauen mit Willy Werkel
Im zweiten Spiel Schiffe bauen mit Willy Werkel produziert Willy Schiffe. Am Anfang des Spieles erfährt der Spieler, dass Willy mit dem Auto zum Straßenende am Meer gefahren ist und wissen wollte, wie es weiter geht. Deshalb baute er sich ein Ruderboot und fuhr los. Willy kommt an einer Werft an. Dort bittet ihn die Besitzerin, auf die Werft aufzupassen, während sie um die Welt segelt. In diesem Spiel erhält Willy wieder Aufträge, die der Spieler meistern soll. Die Schiffsteile bezieht er von Doris Digital.

#### Flugzeuge bauen mit Willy Werkel
Im dritten Spiel Flugzeuge bauen mit Willy Werkel erfährt man, dass Willy bei einem Ausflug den verlassenen Hangar von zwei Flugzeugbauerinnen gefunden hat und sich dort versuchen will. Auch in diesem Spiel erhält er die Teile von Doris Digital. Willy fliegt zu seinen Freunden und bekommt wie in den Vorgängern auch Aufträge, die der Spieler per Flugzeug durchzuführen versucht. Das Spielziel ist es, die Landkarte zu vervollständigen.

#### Häuser bauen mit Willy Werkel
In dem vierten Spiel Häuser bauen mit Willy Werkel baut Willy Werkel ein Traumhaus, nachdem ein bei einem Sturm umgekippter Baum auf sein Haus gefallen ist. In seiner Garage und bei seinen Freunden muss Willy Werkel die benötigten Teile zusammensuchen und beschaffen.

#### Raumschiffe bauen mit Willy Werkel
In dem fünften Spiel Raumschiffe bauen mit Willy Werkel teilt man dem Spieler mit, dass Willy auf der Terrasse des Hauses, das er im Vorgänger Spiel Häuser bauen mit Willy Werkel gebaut hat, gesessen hat und sich dabei den Himmel ansah. Daraufhin bekam er Lust, ins Weltall zu fliegen. In diesem Spiel fliegt man nicht nur im Weltall, sondern erfüllt auch Aufträge auf der Erde. Zu seinen Freunden fährt er in einem Auto. Die Raumschiffe baut er natürlich auch selber aus Teilen, die in Willy Werkels Schuppen bereits vorrätig sind oder erst besorgt werden müssen.

### Rezeption
Die c’t beurteilte das Spiel Autos bauen mit Willy Werkel folgendermaßen: „Autos bauen mit Willi Werkel ist nett gemacht, kann aber eigene Bastelerfahrungen nicht ersetzen.“ netzwelt.de bezeichnete Autos bauen mit Willy Werkel als „kurzweiliges Lernprogramm für Kinder ab sechs Jahren, das spielerisch technisches Grundwissen im Bereich Autos und Mechanik vermittelt“. In Thomas Feibels Kinder-Software-Ratgeber 1999 wurde das Spiel als großartiges Spiel gelobt, das Kreativität und gute Laune fördere, und erhielt 6 Mäuse, die bestmögliche Bewertung.
Netzwelt.de testete Flugzeuge bauen mit Willy Werkel am 7. Februar 2010 und bewertete es wie folgt: „Besonders lobenswert ist, dass hier zu kreativen Lösungen aufgefordert wird.“.
c’t testete die Computerspiele Flugzeuge bauen mit Willy Werkel im Heft 17/2001, Häuser bauen mit Willy Werkel im Heft 23/2003 und Raumschiffe bauen mit Willy Werkel im Heft 24/2005. Das „Institut für Kindermedienforschung“ stellte zu Raumschiffe bauen mit Willy Werkel fest: „Langzeitspielspaß ist garantiert!“ Auch die Zentrale für Unterrichtsmedien im Internet empfahl die Spiele. Sie seien unterhaltsam und lehrreich, die Spielidee zeitlos.
Die Internetseite bibernetz.de des Vereins Schulen ans Netz beurteilte das Spiel Raumschiffe bauen mit Willy Werkel aus Sicht der Gender Studies und befand, das Spiel richte sich überwiegend an Jungen, verzichte jedoch auf Rollenstereotype. Eine zweite, weibliche Hauptfigur hätte dem Spiel nach Ansicht der Autorin des Artikels jedoch gut getan.

### Einsatz im Schulunterricht
In der Zeitschrift Unterricht – Arbeit + Technik wurde das Spiel für den Grundschulunterricht empfohlen. Es kann im technisch orientierten Sachunterricht eingesetzt werden, vorgeschlagen wurde aber auch ein fächerübergreifender Unterricht in Verbindung mit dem Kinderbuch. Der Einsatz von neuen Medien wie Computerspielen fördere die Lernmotivation. Um aber nicht nur auf auditiv-visuell-kognitiver Ebene zu agieren, wird eine praktische Ergänzung z. B. durch Baukästen empfohlen. Für das Spiel selbst sollten drei Schulstunden eingeplant werden. Erwähnt wird auch, dass in dem Spiel keine Gewalt vorkommt und keine Unfälle passieren können.

### Auszeichnungen
- 2000: Impuls Gütesiegel für Schiffe bauen mit Willy Werkel[21]
- 2001: Pädi Gütesiegel für Flugzeuge bauen mit Willy Werkel[22][23]
- 2006: Pädi Gütesiegel für Raumschiffe bauen mit Willy Werkel[24]
- 6 Mäuse von Thomas Feibel für Autos bauen mit Willy Werkel, Flugzeuge bauen mit Willy Werkel und Schiffe bauen mit Willy Werkel.[25][26][27]
- 2008: Clever der Woche für Autos bauen mit Willy Werkel und Schiffe bauen mit Willy Werkel[17]